# 337 a. C.
El año 337 a. C. fue un año del calendario romano prejuliano. En el Imperio romano se conocía como el Año del Consulado de Longo y Peto (o menos frecuentemente, año 417 Ab urbe condita). 

## Acontecimientos

### Grecia
- En una conferencia panhelénica celebrada en Corinto, Filipo II de Macedonia anuncia la formación de la Liga de Corinto para liberar las ciudades griegas de Asia Menor del dominio persa, ostensiblemente porque el rey persa, Arses, rechaza reparar a Filipo por la ayuda de Artajerjes III a la ciudad de Perinto cuando se resistía a Filipo. Todas las ciudades griegas (salvo Esparta) y las islas griegas juran su ayuda a la liga y a reconocer a Filipo como presidente de la Liga. Filipo establece un consejo de representantes de todos los estados griegos, que tenía poder para deliberar y decidir qué acciones emprender. Sin embargo, el verdadero poder reside en Filipo que es declarado comandante del ejército de la Liga.
- Olimpia es dejada de lado por su esposo Filipo II, después del matrimonio de Filipo con una joven llamada Cleopatra (a la que se cambió el nombre por el de Eurídice). Las acciones de Filipo implican que renegaba de su hijo, Alejandro. Filipo II exilia a Ptolomeo, junto con otros compañeros de su hijo.

### República romana
- Eligen a un plebeyo como pretor de Roma por primera vez.

## Nacimientos
- Demetrio I Poliorcetes ("Asediador"), rey de la dinastía antigónida de Macedonia (m. 283 a. C.)

## Fallecimientos
- Timoleón, político y estadista griego (n. h. 411 a. C.)